# Cavagnole

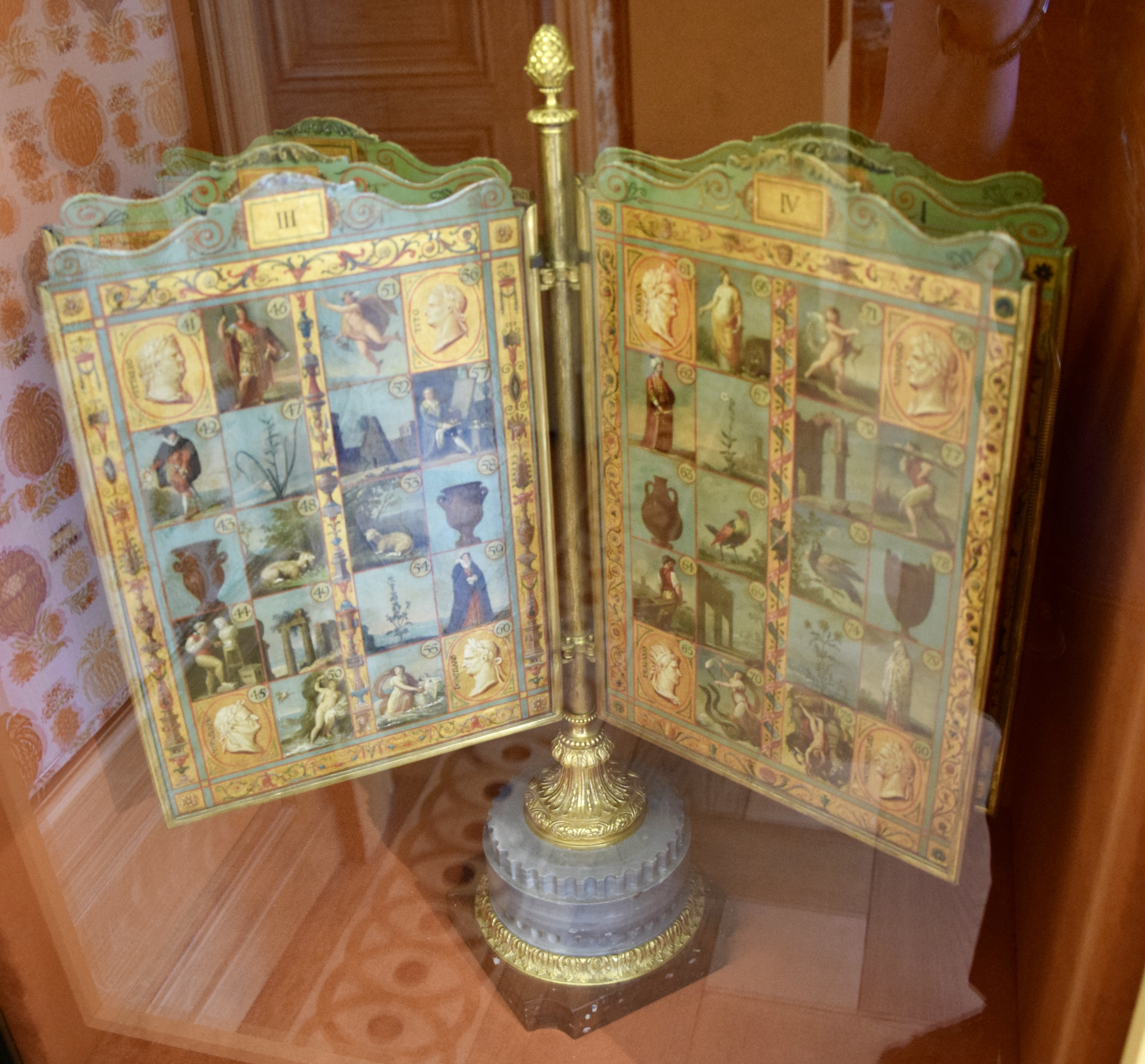
Cavagnole au Château de Seneffe.

Le jeu de cavagnole est un jeu d'origine génoise, notamment joué au XVIIIe siècle en France, où il fut introduit dans les années 1730. Son nom vient de l'italien cavagnolo ou cavagnola "petit panier". Le jeu était surtout joué par les femmes de l'aristocratie .
Le jeu de cavagnole est composé d'un nombre variable de cartons carrés, chaque carton comportant cinq numéros, quatre dans les angles et un cinquième au centre. Chacune de ses parties comporte une illustration (peinte ou gravée), généralement des petits sujets populaires.
Le jeu est assimilable à une loterie où l'on parie sur les numéros qui vont sortir, un peu comme à la roulette (jeu de hasard). À tour de rôle, l'une des joueuses "tient la banque", c'est-à-dire extrait d'un sac un billet numéroté qui décide du gain ou de la perte des parieuses. On parie en mettant des jetons sur les numéros. On peut jouer un carton entier, deux numéros à cheval ou un numéro plein.